# Gaz z łupków

Złoża łupków gazowych w porównaniu do innych typów złóż gazu ziemnego. A – konwencjonalny gaz, B – warstwa nieprzepuszczalna, C – łupki bogate w gaz, D – gaz piaskowcowy, E – ropa naftowa, F – konwencjonalny gaz, G – gaz w złożach węgla, H – powierzchnia ziemi

Gaz z łupków (gaz łupkowy) – gaz ziemny występujący w skałach macierzystych, głównie w łupku ilastym.
Pierwsze próby wydobycia gazu łupkowego miały miejsce pod koniec XIX wieku. Przemysłowa technologia wydobycia opracowana została w latach 80. XX wieku, natomiast wydobycie na dużą skalę ma miejsce w USA od lat 90. XX wieku. Globalny rynek gazu łupkowego w 2011 roku był wart 27 miliardów USD.
Eksploatacja złóż tego typu staje się coraz poważniejszym źródłem gazu ziemnego w Stanach Zjednoczonych w ostatnim dziesięcioleciu. Spore zasoby tego gazu czekają na eksploatację w Kanadzie, Europie, Azji i Australii. Wśród krajów europejskich Polska jest pionierem w dziedzinie projektów poszukiwawczych tego surowca.

## Charakterystyka
Pierwsze próby wydobycia gazu z łupków podejmowano już w XIX wieku, jednak ze względu na niewielką przepuszczalność tych skał – niewystarczającą do zapewnienia przepływu gazu do odwiertu, nie udało się wykorzystać tego źródła gazu.
Pozyskiwanie gazu ze skały o niskiej przepuszczalności wymaga zabiegów zwiększających jej przepuszczalność. Początkowo gaz łupkowy wydobywano z łupków z naturalnymi szczelinami. W ciągu ostatnich lat opracowano technologię kruszenia hydraulicznego, w celu stworzenia sztucznych pęknięć w okolicy odwiertów.
Dla szybów łupkowych często stosuje się otwory kierunkowe, o długości odgałęzień do około 3 km, w celu zwiększenia powierzchni obsługiwanej przez odwiert.
Łupki zawierające ekonomiczne ilości gazu mają wiele wspólnych cech. Są one bogate w materiał organiczny (0,5% do 25%) i są zwykle skałami macierzystymi ropy naftowej, w których wysoka temperatura oraz ciśnienie doprowadziły do konwersji ropy naftowej w gaz ziemny. Zwykle są one także wystarczająco kruche i twarde, aby po szczelinowaniu pozostawać otwartymi. Na niektórych obszarach najbardziej produktywnymi okazują się łupki o wysokim promieniowaniu gamma, dlatego że jego natężenie związane jest z wysoką zawartością węgla.
W skale łupkowej część gazu znajduje się w naturalnych szczelinach, część w niepowiązanych ze sobą porach w skale, a część jest adsorbowana w materiale organicznym. Gaz ze szczelin wydobywany jest natychmiast, gaz z substancji organicznych uwalnia się z opóźnieniem wraz ze spadkiem ciśnienia w odwiercie.
Wśród innych niekonwencjonalnych źródeł gazu ziemnego wymienić można także metan z pokładów węgla, gaz zamknięty (tight gas), gaz głębinowy (deep gas) oraz hydraty metanu.

## Zasoby

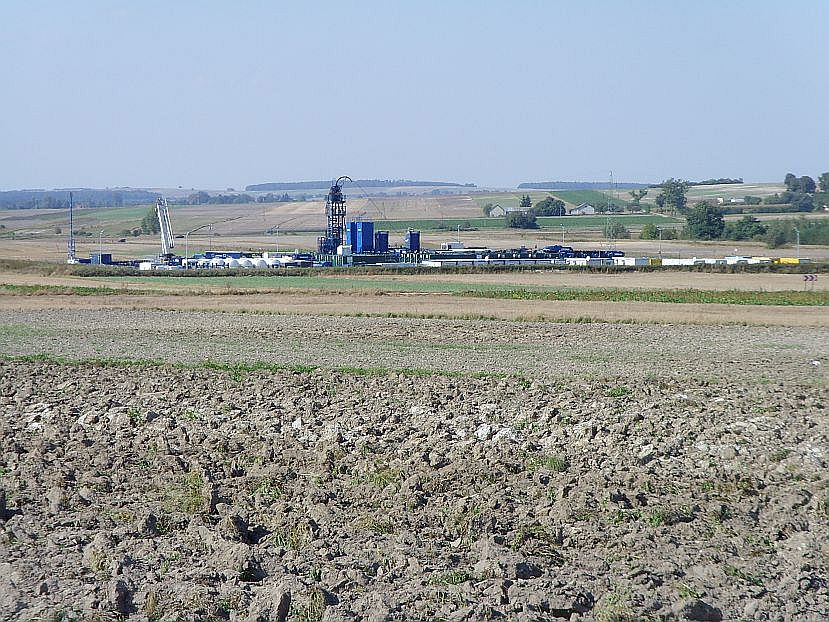
Odwiert gazu łupkowego „Krupe” na Lubelszczyźnie

Ameryka Północna przoduje w rozwoju i produkcji gazu z łupków. Wielki sukces gospodarczy złoża Barnett Shale w Teksasie zachęcił do poszukiwania innych złóż w USA i Kanadzie. Duże złoża gazu łupkowego odkryto też w Argentynie, Chinach, a także w Afryce Północnej i na Bliskim Wschodzie.
Początek eksploatacji złóż łupkowych niektóre źródła opisują jako cichą rewolucję gazową. W 2002 w USA rozpoczęto komercyjną eksploatację złóż, w roku 2009 USA stały się największym wydobywcą gazu ziemnego (745,3 mld m³), przy czym ponad 40% przypadało na źródła niekonwencjonalne (pozyskiwanie ze złóż węgla oraz łupków). W pierwszej dekadzie XXI w. średnie wydobycie gazu z łupków w USA wyniosło 51 mld m³ rocznie. W tej sytuacji pozycja Gazpromu jako potentata w wydobyciu i eksporcie gazu ziemnego na początku 2010 roku okazała się zagrożona.
Wielu ekspertów jednak uważa, że zamieszanie wokół gazu z łupków jest wynikiem akcji PR, inspirowanej przez firmy energetyczne, które zainwestowały sporo w projekty wydobycia gazu z łupków, potrzebujące dodatkowego kapitału na ukończenie eksperymentów. Niektórzy uważają, że gaz z łupków w rzeczywistości jest znacznie droższy niż w kalkulacjach przedstawionych przez przedsiębiorstwa wydobywcze. Według nich na uzyskanie gazu z łupków trzeba wydać 212-283 USD/1000 m³.

### Europa
Kontynent ten jeszcze nie posiada eksploatowanych złóż gazu łupkowego, jednak sukces Ameryki Północnej zachęcił geologów z wielu krajów europejskich do sprawdzenia możliwości wydobycia z własnych pokładów łupków zawierających materiał organiczny. Norweska firma Statoil rozpoczęła współpracę z Chesapeake Energy w celu wydobycia gazu na wschodnich obszarach USA, nie kryjąc zainteresowania wykorzystaniem zdobytego doświadczenia w przedsięwzięciach gazowych w Europie. Rosyjski Gazprom wyraził chęć kupna amerykańskiej firmy zajmującej się gazem z łupków w celu wykorzystania jej doświadczenia w rosyjskich projektach gazowych. Francuska firma naftowa Total SA zawiązała joint venture z Chesapeake w Barnett Shale w Teksasie.

#### Austria
Poszukiwania złóż gazu łupkowego w Austrii, szacowanych początkowo na 8 bln metrów sześciennych, prowadzone przez austriacką korporację OMV, zostały zaniechane po wprowadzeniu nowego prawa, wymagającego szczegółowych badań środowiskowych, co uczyniło całe przedsięwzięcie ekonomicznie nieopłacalnym

#### Polska
Pierwszy „polski” gaz łupkowy zaczął być wydobywany 21 lipca 2013 r. z odwiertu Łebień LE-2H w pobliżu Lęborka, wykonanego przez firmę Lane Energy Poland, kontrolowaną przez amerykański koncern ConocoPhillips.
Z otworu w ramach testu produkcyjnego wydobywa się ok. 8 tysięcy metrów sześciennych gazu na dobę. Jest to pierwszy tak dobry rezultat w historii rozpoznawania łupkowych złóż na kontynencie europejskim.
W 2012 Państwowy Instytut Geologiczny wydał raport, w którym oszacował, że wielkość polskich złóż z największym prawdopodobieństwem mieści się w przedziale 346–768 miliardów m³, przy szacunku minimalnym 38 mld m³ i maksymalnym rzędu 1,92 bln m³. Dla porównania szacowane zasoby gazu ze złóż konwencjonalnych są oceniane na 145 mld m³.
Do sierpnia 2011 wydano 97 koncesji na poszukiwanie złóż gazu niekonwencjonalnego.
ConocoPhillips ogłosił plany poszukiwań gazu z łupków w Polsce. Podobne plany zgłaszała również firma Lane Energy. Marathon Oil zdobył koncesje na spore złoża sylurskich łupków gazonośnych.
Pierwszy odwiert w Polsce przeprowadzony przez PGNiG w Markowoli (woj. mazowieckie) nie dał pozytywnego wyniku, natomiast złoża w okolicy Lubocina (woj. pomorskie) uznane zostały za obiecujące. We wrześniu 2011 PGNiG poinformowała, że w 2014 roku na rynek gazu trafi surowiec z pierwszych sześciu odwiertów w Lubocinie. W czerwcu 2011 firma 3Legs Resources poinformowała, że przeprowadziła w okolicach Łebienia odwiert poziomy w poszukiwaniu gazu łupkowego i odnalazła surowiec.
Ponowne wiercenia na Lubelszczyźnie przyniosły rezultaty. Gaz łupkowy odkryto we wrześniu 2011 roku w rejonie wsi Krupe i Krynica w powiecie krasnostawskim. Odwiert wykonała tam spółka ExxonMobil.
Zasoby polskich gazów łupkowych charakteryzują się dość wysoką szacowaną ceną wydobycia. Oceny firmy Wood Mackenzie z roku 2011 mówią o cenie 335 $/1000 m³, czyli taniej od rekordowej ceny gazu z Rosji (500 $/1000 m³), i niewiele taniej niż obecnie odbiorcy europejscy płacą Gazpromowi.
„Pas łupkowy”, obejmujący ok. 37 tys. km², tj. 12% obszaru Polski, rozciąga się od północnych obszarów kraju (basen bałtycki), przez regiony centralne (basen podlaski), po wschodnie (basen lubelski). Ostatnie prace poszukiwawcze zdają się potwierdzać, że najbardziej obiecująca jest formacja bałtycka i to na tym obszarze koncentruje się obecnie większość projektów i badań.
Do sierpnia 2012 r. Ministerstwo Środowiska wydało 111 koncesji na poszukiwanie gazu łupkowego w Polsce. Najwięcej koncesji otrzymały: spółka Skarbu Państwa PGNiG (15), Petrolinvest (14), Marathon Oil Company (11), 3Legs Resources (9), Orlen Upstream Sp. z o.o. (7) i BNK Petroleum (6). Do września 2012 r. zdołano wykonać w całości ok. 25 odwiertów, a kolejnych 12 jest w fazie realizacji. Jak ocenia PMR, do końca 2012 r. rozpocznie się jeszcze blisko 20 odwiertów. Ostatnie projekty koncentrują się przede wszystkim na uzyskaniu nowych profili danych, które pozwolą opracować dalsze plany rozwoju sektora.
Do 2013 roku wycofanie się z wydobycia gazu w Polsce zapowiedziały firmy Talisman, Marathon Oil i ExxonMobil, jako powody wskazując wysoką cenę wydobycia, chaotyczne regulacje prawne oraz przewlekłość procedur koncesyjnych. Na koniec stycznia 2016 roku obowiązywało 31 koncesji.
Według raportu NIK z końca 2013 roku szeregu zaniedbań dopuściło się Ministerstwo Środowiska, które od 2011 roku nie potrafiło dokończyć ustawy o wydobyciu gazu łupkowego ani powołać pełnomocnika Rządu do spraw rozwoju wydobywania węglowodorów (obowiązek wynikający z przepisów rozporządzenia Rady Ministrów z dnia 22 czerwca 2012).
Do 2017 roku firmy poszukiwawcze wykonały w Polsce 72 odwierty, z czego 25 z pełnym szczelinowaniem. Żadna z firm nie podjęła się wydobycia komercyjnego i wszystkie do końca 2017 roku oddały koncesje na poszukiwanie i wiercenia. PGNiG zaprzestało prac przy odwiertach, ale zapewniało, że może do nich wrócić. Jednocześnie PGNiG prowadziło prace nad wydobyciem gazu przez odwierty i szczelinowanie pokładów węgla. 

## Opłacalność
Pomimo tego, że gaz z łupków wydobywano od ponad 100 lat w Zagłębiu Appalachów oraz w Zagłębiu Illinois w Stanach Zjednoczonych, szyby te miały niewielkie znaczenie gospodarcze. Spore ceny gazu ziemnego w ostatnich latach oraz postęp technologii szczelinowania oraz wiercenia horyzontalnego zwiększyły opłacalność wydobycia gazu łupkowego. Jego cena produkcji jest zazwyczaj znacznie wyższa od tego z szybów konwencjonalnych z powodu ogromnych koniecznych wydatków inwestycyjnych (szczelinowanie hydrauliczne). Z drugiej strony odwierty łupkowe obarczone są niższym ryzykiem błędu oceny wielkości złoża.
Jak na razie, wszystkie udane próby wydobycia odbywały się ze skał ery paleozoicznej i mezozoicznej.

## Wpływ wydobycia na środowisko
W celu ułatwienia szczelinowania uwalniającego gaz do wody dodaje się toksyczne i drażniące środki chemiczne, jak np.: kwas solny, nadsiarczan amonu, dimetyloformamid, glikol etylenowy. Jest to technika standardowo stosowana w Polsce od lat 60. XX wieku.
Woda jest zazwyczaj przechowywana w zbiornikach naziemnych, bądź wstrzykiwana z powrotem pod ziemię. W 2004 roku badania EPA wykazały, że ma to minimalny wpływ na wody gruntowe. Badanie było krytykowane za nieuwzględnienie w nim m.in. jakości wody, pomoru ryb czy poparzeń kwasem. Na podstawie zleconych raportów o wpływie prac poszukiwawczo-wydobywczych na środowisko wprowadzono moratorium na wydobycie gazu metodą szczelinowania hydraulicznego w prowincji Quebec w Kanadzie, w stanie Nowy Jork w USA, a także we Francji. Inny raport z USA o wpływie wydobywania gazu łupkowego na środowisko naturalne stwierdza, że szczelinowanie zanieczyszcza wody gruntowe. Jeden z republikańskich senatorów zarzucił brak wiarygodności raportowi, a jego ostateczna wersja będzie upubliczniona w 2012 roku. Negatywny wpływ wydobycia gazu łupkowego na środowisko naturalne przedstawiony został w nominowanym do Oscara filmie dokumentalnym Gasland. Obraz został skrytykowany przez polskie Ministerstwo Środowiska jako „nie bazujące na faktach, a na emocjach mieszkańców” oraz określone „manipulacją, mającą wzbudzić strach przed rozwojem nowego przemysłu”. Jedną z kluczowych scen filmu jest scena podpalenia gazu ziemnego wydobywającego się ze zwykłego wodociągu, co miało być skutkiem szczelinowania hydraulicznego – jednak w tej okolicy powierzchniowe wycieki gazu ziemnego obserwowano już w XVII wieku.
Film Unearthedpokazywany na wielu festiwalach filmów dokumentalnych opisuje negatywny wpływ wydobycia gazu łupkowego. Autorka powołuje się na bezpośrednią relację ludzi mieszkających w Stanach Zjednoczonych dotkniętych negatywnym skutkami wydobycia gazu łupkowego.

## Literatura
1. Ground Water Protection Council, ALL Consulting, Modern shale gas development in the United States, US Department of Energy, kwiecień 2009
2. Unconventional gas shales: development, technology, and policy issues.(Congressional Research Service)(Report): An article from: Congressional Research Service (CRS) Reports and Issue Briefs by Anthony Andrews, Peter Folger, Marc Humphries, and Claudia Copeland (Digita) – 2010
3. Katelyn M. Nash (Editor). Shale Gas Development: Nova Science Pub Inc, 2010 ISBN 978-1-61668-545-4.